# Roger Munier
Pour les articles homonymes, voir Munier.
Roger Munier, né le 21 décembre 1923 à Nancy et mort le 10 août 2010 à Vesoul, est un écrivain, traducteur et critique français. À partir de 1953, Munier a été l'un des premiers à traduire en français l'œuvre de son maître et ami, le philosophe allemand Martin Heidegger (1889-1976).

## Biographie
Roger Munier est né le 21 décembre 1923 à Nancy, en France. Il fait des études de littérature, philosophie et de théologie chez les Jésuites. En 1949, alors qu'il a vingt-six ans, il rencontre Heidegger (qu'il traduira dès 1953 et auquel il fera rencontrer René Char), puis en 1955 Paul Celan, deux rencontres déterminantes dans sa vie.
Par la suite, il a occupé des postes importants dans les organisations professionnelles de la sidérurgie. C'est dans le cadre de ces activités qu'il effectue de nombreux voyages dans le monde entier, notamment au Japon, où il découvre la sagesse extrême-orientale, avant de se retirer au Lyaumont dans les Vosges saônoises.
Il a dirigé la collection « L'Espace intérieur » chez Fayard, publiant des textes sur le taoïsme, le bouddhisme Tch'an, l'hindouisme, l'islam et les penseurs occidentaux. Son activité de traducteur (allemand, anglais, espagnol et grec ancien) concerne : Heidegger, Angelus Silesius, Kleist, Octavio Paz, Antonio Porchia, Roberto Juarroz, Héraclite et un volume de haïkus.
Il a soutenu et accompagné plusieurs aventures éditoriales significatives comme la revue La Traverse (1969-1975), créée par Paul de Roux, la revue Port-des-singes (1974-1981), créée par Pierre-Albert Jourdan, et la revue et les éditions Arfuyen (1975 à ce jour), créées par Gérard Pfister.
En 1963, il publie chez Gallimard son premier livre, Contre l'image. Il est l'auteur de plusieurs essais critiques (Le Parcours oblique, Le Contour et l'éclat) et de textes de réflexion philosophique marqués par l'influence de Heidegger mais surtout de Maître Eckhart, des mystiques rhéno-flamands et d'Angelus Silesius (Le Seul, Exode, Stèle pour Heidegger, Mélancolie, Adam).
Sa première traduction a paru en 1965 chez Gallimard : L'Arc et la Lyre, d'Octavio Paz. En 1982 paraîtra sa première traduction des poèmes de Roberto Juarroz et, en 1986, Voix, d'Antonio Porchia. En 1993 est publiée aux éditions Arfuyen l'édition revue et augmentée de L'Errant chérubinique d'Angelus Silesius.
C'est en 1980 qu'il a commencé d'écrire son grand œuvre, l'Opus incertum, dont il continué la rédaction pendant trente ans jusqu'aux derniers jours de sa vie. Composée de notations prises au jour le jour face à la nature, au corps vieillisant et aux interrogations sur la vie et la mort, cet ensemble de plus de 3000 pages tente une nouvelle approche du réel fondée tout à la fois sur la réflexion philosophique, la méditation spirituelle et l'intuition poétique.
Le premier volume de l'Opus incertum a paru aux éditions Deyrolle en 1995, le volume II aux éditions Fata Morgana et les volumes III et IV aux éditions Gallimard. À la demande de Roger Munier, le flambeau a été repris par les éditions Arfuyen en 2008 pour la parution du volume V, la publication de la plus grosse partie de cette œuvre-somme étant destinée à paraître à titre posthume. Le volume VII, publié en 2025, marque le début de l'édition intégrale aux éditions Arfuyen de cette partie encore inédite, édition établie par Jacques Munier et Gérard Pfister.
Roger Munier est mort le 10 août 2010 au Centre hospitalier de Vesoul. Il repose au cimetière de Xertigny (Vosges).

## Décorations
- Commandeur de l'ordre des Arts et des Lettres (1998)[4]

## Publications

### L'Opus incertum
- 1995 : Opus incertum I, 1980 - 1981, éditions Deyrolle.
- 2001 : La Chose et le Nom, Opus incertum II, 1982 - 1983, éditions Fata Morgana.
- 2002 : Opus incertum III, 1984 - 1986, éditions Gallimard
- 2004 : Le Su et l'Insu, Opus incertum IV, 1986 - 1989, éditions Gallimard.
- 2005 : Les Eaux profondes, Opus incertum V, 1990 - 1993, éditions Arfuyen.  (ISBN 978 2 845 90110 0)
- 2024 : Si peu que rien, Opus incertum VI, janvier 1994 - février 1995, éditions Les Hauts-Fonds
- 2025 : La Voix de l'érable, Opus incertum VII, Mars 1995 - septembre 1997, édition intégrale établie par Jacques Munier et Gérard Pfister, éditions Arfuyen.  (ISBN 978 2 845 90387 6)

### Autres œuvres
- 1963 : Contre l'image, Gallimard, coll. « Le Chemin » ; éd. revue 1989
- 1970 : Le Seul (suivi de) D'un seul tenant, Tchou, ; rééd. Deyrolle, 1993.
- 1973 : L'Instant, préface de Jean Sulivan, Gallimard, coll. « Voix ouvertes » [ (page consultée le 11/10/2016)]
- 1974 : Gantner, Éditions Wally Findlay Galleries, Paris, 1974
- 1977 : Le Contour, l'éclat, La Différence, coll. « Différenciation ». Réédition : Les Editions des Compagnons d'Humanité, coll. « Bibliothèque de l'existence », Paris, 2023.
- 1979 : Le Parcours oblique, La Différence, coll. « Différenciation », no 5
- 1979 : Passé sous silence, Parisod, coll. « Strates »,no 2
- 1980 : Terre sainte, éditions Arfuyen.
- 1982 : L'Ordre du jour, Fata Morgana
- 1982 : Le Moins du monde, Gallimard
- 1982 : Mélancolie, Le Nyctalope
- 1983 : Le Visiteur qui jamais ne vient, Lettres vives, coll. « La Nouvelle gnose », no 3
- 1983 : Terre ardente, éd. Deyrolle
- 1985 : Au demeurant, La Feugraie, coll. « L'Allure du chemin »
- 1986 : Eurydice : élégie, Lettres vives, coll. « Entre 4 yeux »
- 1988 : Éden, éditions Arfuyen.
- 1989 : Le Jardin, éd. La Pionnière
- 1989 : Requiem, éditions Arfuyen.
- 1991 : Le Chant second, Deyrolle
- 1991 : L'Apparence et l'apparition, Deyrolle
- 1992 : Stèle pour Heidegger, éditions Arfuyen.
- 1992 : Voir, Deyrolle
- 1992 : Psaume furtif, éd. Perpétuelles
- 1992 : Tous feux éteints, Lettres vives, coll. « Terre de poésie »
- 1993 : Exode, éditions Arfuyen.
- 1993 : L'Ardente patience d'Arthur Rimbaud, José Corti
- 1993 : L'Être et son poème : essai sur la poétique d'André Frénaud, Encre marine
- 1994 : Ici, éd. La Pionnière
- 1994 : Orphée : cantate, Lettres vives
- 1994 : Si j'habite, Fata Morgana, coll. « Hermès »
- 1996 : Dieu d'ombre, éditions Arfuyen.
- 1996 : Éternité, Fata Morgana, coll. « Hermès »
- 1998 : La Dimension d'inconnu, José Corti, coll. « En lisant en écrivant »
- 1999 : Sauf-conduit, Lettres vives, coll. « Terre de poésie »
- 1999 : Contre jour (suivi de) Du fragment, La Feugraie, coll. « L'Allure du chemin »
- 2003 : L'Extase nue, Gallimard
- 2004 : Adam, éditions Arfuyen.
- 2004 : Nada, Fata Morgana
- 2009 : Pour un psaume, éditions Arfuyen.
- 2010 : L'Aube, Rehauts
- 2010 : Esquisse du Paradis perdu, éditions Arfuyen.
- 2012 : Vision, éditions Arfuyen.

### Traductions

#### de l'allemand
- 1957 : Martin Heidegger. Lettre sur l'humanisme, éd. Montaigne ; 2e éd.. Montaigne, 1964 ; 3e éd. Aubier Montaigne, 1983, coll. « Philosophie de l'esprit »
- 1970 : Angelius Silesius. L'Errant chérubinique [édition abrégée], éd. Planète, coll. « L'Expérience intérieurr". Nouvelle édition revue et augmentée éditions Arfuyen, 1993. Rééditions 2014 et 2023, coll. « Ombre »  (ISBN 978 2 845 90358 6)
- 1982 : Heinrich von Kleist. Sur le théâtre de marionnettes, éd. Traversière
- 1983 : Martin Heidegger. Qu'est-ce que la métaphysique ?, Cahier de l'Herne : Martin Heidegger, 1983.
- 1998 : Rainer Maria Rilke. La Huitième élégie de Duino, Fata Morgana, coll. « Les Immémoriaux »

#### de l'espagnol
- 1965 : Octavio Paz, L'Arc et la Lyre, Gallimard, coll. « Les Essais », no 119 ; rééd. 1993, coll. « NRF Essais »
- 1972 : Octavio Paz, Courant alternatif, Gallimard, coll. « Les Essais », no 176 ; rééd. 1990, coll. « NRF Essais »
- 1976 : Octavio Paz, Point de convergence : du romantisme à l'avant-garde, Gallimard, coll. « Les Essais », no 193 ; 2èmé éd. 1987 ; rééd. 2013, coll. « NRF Essais »
- 1978 : Antonio Porchia. Voix (suivi de) Autres voix, Fayard, coll. « Documents spirituels »
- 1980 : Roberto Juarroz. Poésie verticale, Fayard, coll. « L'Espace intérieur » ; rééd. 1989, coll. « Poésie » ; rééd. 2006, éd. Points
- 1984 : Roberto Juarroz. Nouvelle poésie verticale, éd. Lettres vives
- 1986 : Roberto Juarroz. Quinze poèmes, éd. Unes
- 1986 : Antonio Porchia. Voix inédites, éd. Unes
- 1987 : Octavio Paz. Sor Juana Inès de la Cruz, Gallimard, coll. « Bibliothèque des idées »
- 1990 : Roberto Juarroz. Poésie verticale : 30 poèmes, éd. Unes
- 1992 : Roberto Juarroz. Treizième poésie verticale, José Corti, coll. « Ibériques »
- 1998 : Octavio Paz. Fernando Pessoa : l'inconnu personnel, Fata Morgana

#### de l'anglais
- 1978 : Haïku, préf. de Yves Bonnefoy, Fayard ; rééd. 1990 ; rééd. 2006, Seuil, sous le titre Haïkus ; rééd. 2008, Points

#### du grec ancien
- 1991 : Héraclite. Les Fragments d'Héraclite, Fata Morgana, coll. « Les Immémoriaux »

### Préfaces
- António Ramos Rosa (trad. Michel Chandeigne, préf. Roger Munier), Le Dieu nu (I), Paris, Lettres vives, coll. « Terre de poésie », 1990 (ISBN 978-2-903721-38-1).